# Коронація в Норвегії

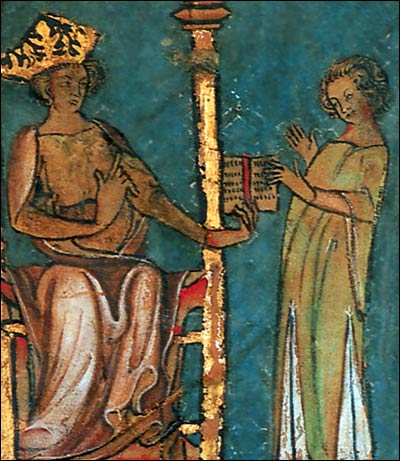
Король Магнус VI, 1275 р.

Корона́ція королі́в Норве́гії (норв.: Kroningen av kong Norge) — урочиста церемонія, що супроводжувала сходження на престол нового короля й королеви Норвегії. Коронація була державно-релігійним актом, під час якого новий монарх Норвегії був помазаний і коронований на правління. У часи виборної монархії або в період боротьби за престол коронація також була актом легітимізації та підтвердження прав нового короля на владу в державі.
Королівські коронації в Норвегії проводилися від 1164 р., коли відбулася перша офіційна коронація, до 1906 р., коли пройшла остання коронація. Не здійснювали окремих церемоній коронацій королів Норвегії від 1514 до 1818 р.
Місцем коронації спочатку був храм Христа в Бергені, потім коронації відбувалися в Осло, поки Катедральний собор в Нідаросі (історична назва Тронгейму) став місцем офіційних коронацій. Коронацію норвезького короля та королеви проводив архієпископ Нідаросу.
1908 р. Конституційну вимогу про коронацію скасував парламент. Відтоді норвезькі королі проходили лише процедуру благословення на інтронізацію.

## Історія

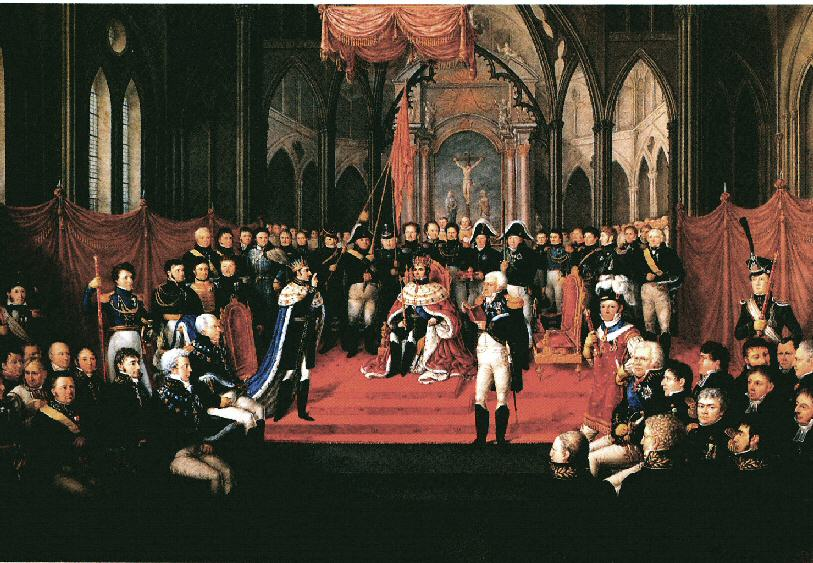
Коронація Карла XIV, 1818 р.

Традиційно вожді в Скандинавії називалися конунгами. Норвезькі конунги історично проголошувались (konungstekja) на зборах тінґу, починаючи від Гаральда I та Гокона I в X столітті. Ця традиція тривала навіть після того, як почала здійснюватися церемонія церковної коронації.
995 року Олав I Трюґґвасон на загальних зборах був проголошений верховним конунгом (королем) Норвегії. Це вважається датою, коли Норвегія вийшла з-під влади Данії. 997 році Олав заснував місто Нідарос, яке стало столицею країни.

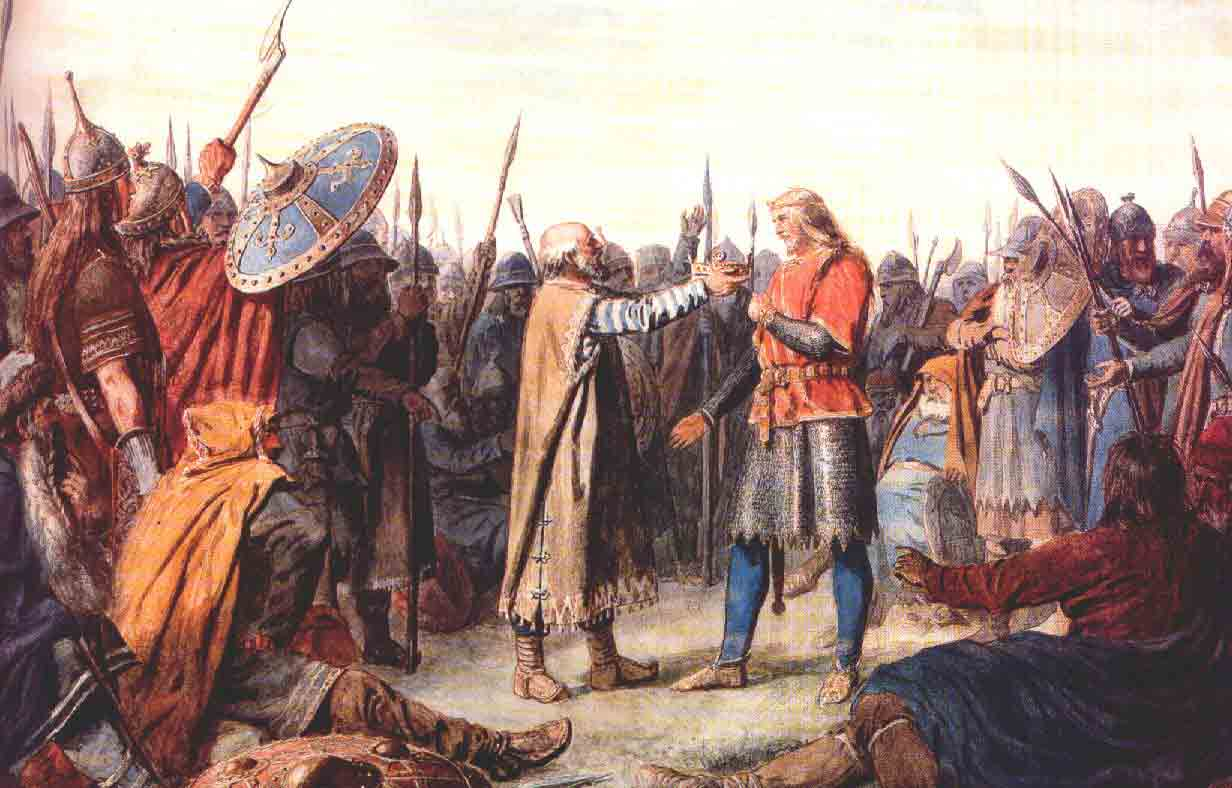
Вибори короля Олава І

Перша офіційна церковна церемонія коронації в Норвегії та в усій Скандинавії відбулася в Бергені 1163 або 1164 р., коли був коронований Магнус V. До 1281 р. обряди коронації проводились у Катедральному (Старому) соборі Христа в Бергені, поки столиця була перенесена в Осло королем Норвегії Гоконом V.
Під час епохи міжусобних війн декілька претендентів на трон могли бути проголошені королями на різних тінґах, проте церемонія коронації не проводилась, доки правив попередній король. Наприклад, король Сверрір I був коронований лише 1194 р.
У листопаді 1299 король Гокон V коронувався вже в Осло. Після нього до 1442 р. спеціальні церемонії коронації королів Норвегії не проводилися.

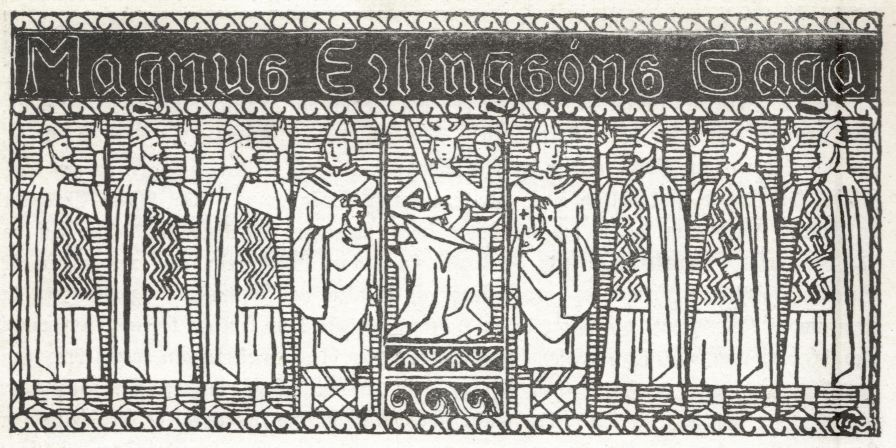
Король Магнус V, 1163 р.

Від 1319 до 1355 Маґнус VII Еріксон був одночасно королем Норвегії та Швеції. 21 липня 1336 року в Кафедральному соборі Стокгольма Магнус Еріксон коронувався як король Швеції та Норвегії.
У 1380 р. Данія та залежна від неї Норвегія об'єдналися в особисту унію під владою королеви Маргарити Данської. У 1387 р. її оголосили «повноправною пані та законною володаркою» Швеції. В 1380-х роках останньою представницею давніх королівських династій трьох північних країн: Данії, Норвегії та Швеції, згаслих по чоловічих лініях майже одночасно, залишилась королева Маргарета. У 1389 році вона викликала до Норвегії Поморського князя Богуслава, що був її племінником з династії Грифінів. Тут на вимогу королеви Богуслав змінив ім'я на Ерік. 8 вересня 1389 року його оголошено королем Норвегії. Протягом 1396 року його також обрано на короля Данії та Швеції.
17 червня 1397 у шведському місті Кальмар Еріка короновано як короля трьох держав. Також була підписана угода щодо об'єднання Данії, Норвегії, Швеції — т.з. Кальмарська унія. Водночас Маргарита І продовжувала фактично правити цими країнами до своєї смерті у 1412 р. З цього об'єднання починається епоха союзу трьох королівств з 1389 по 1523 р.
2 ливня 1442 р. в Осло відбулась коронація Хрістофера як короля Норвегії.
Король Карл Кнутсон переніс коронацію до Нідаросу, яка відбулась в Катедральному соборі 20 листопада 1449 р. З цього часу Собор Нідаросу став місцем коронацій в Норвегії, за винятком короля Крістіана II, якого 29 липня 1514 короновано в Осло.
Після трьох церемоній коронації в Нідаросі: 20.11.1449 р. — король Карл Кнутсон; 2 серпня 1450 р. — Кристіан I та 20 липня 1483 р. — Юган І, які відбулись за часів Кальмарської унії, церемонія коронації в цьому місті була відновлена лише 1814 р.
В 1536—1814 рр. існувала Дансько-Норвезька унія, за часів якої в Копенгагені відбувалася спільна церемонія коронації, яку проводив данський архієпископ та норвезький епископ.
Таким, з кінця XIV століття Норвегія, Швеція та Данія були об'єднані в Кальмарську унію. У цю епоху монархи коронувались у всіх трьох країнах. Після розпуску федерації Норвегія залишалася об'єднаною з Данією під керівництвом данського короля. Після введення абсолютної монархії в Данії в 1660 р., коронації в Норвегії не проводились. У цьому союзі король Данії і Норвегії проходив лише одну церемонію — в Данії.
У 1814—1905 рр. існувала Шведсько-норвезька унія. Відповідно до новоприйнятої Конституції Норвегії (1814), обов'язково повинна була відбуватись коронація монарха в соборі Нідарос у Тронгеймі. Проте Карл II, перший шведський король Норвегії за новим союзом, ніколи не відвідував країну під час свого правління. Лише Карл III коли зійшов на престол, був коронований в Тронгеймі, відповідно до вимог конституції, 7 вересня 1818. Хоча норвезький ритуал коронації був подібний до шведського обряду, помазання короля на лобі та правому зап'ясті відповідало данській традиції.
Отже, у вересні 1818 року Карл III був коронований королем Норвегії вперше з 1514 року, виготовивши для цього набір королівських клейнодів. Його сину Оскар пройшов церемонія як спадкоємець престолу. У цей час дружина Дезіре Кларі перебувала у Франції. Корона і клейноди для королеви були замовлені в 1830 році для коронації Дезіре в Норвегії, але ця церемонія так і не відбулась. Коли Оскар та його дружина Жозефіна Лейхтенберзька стали королем та королевою, вони були короновані у Швеції. Окрема норвезька церемонія коронації Оскара відкладалась кілька разів і, зрештою, так і не відбулася, оскільки єпископ Нідароса відмовився коронувати королеву, поки вона спочатку не відмовилася від своєї римо-католицької віри та не перейде до офіційної норвезької релігії — євангельського лютеранства.
Наступною коронацією стала короля Карла IV та Луїзи Нідерландської 5 серпня 1860 р. Це була перша коронація норвезької королеви за кілька століть.
Оскар II і Софія Нассау були короновані в Тронгеймі 18 липня 1873 року.

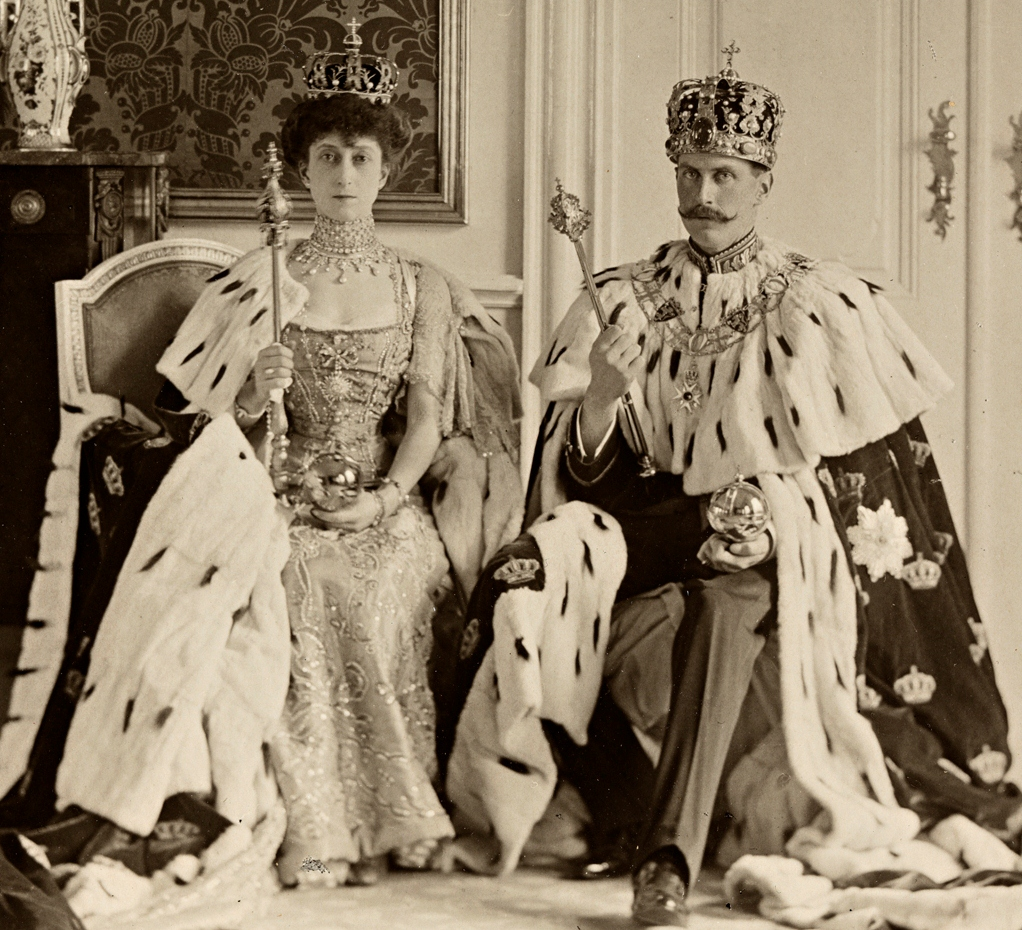
Король Гокон VII і королева Мод

Унію зі Швецією скасовано 1905 року, тоді Норвегія обрала новим королем данського принца Карла, який прийняв ім'я Гокон VII. Гокон і його дружина Мод Уельська були короновані в Тронгеймі 22 червня 1906 року. Після цього багато норвезьких політичних діячів почали виступати, що обряд коронації є «недемократичними та архаїчними». І це положення парламент вилучив з конституції в 1908 р.
Хоча коронація прямо не заборонена чинним норвезьким законодавством, починаючи з 1906 р. вона не проводилась.
Коли Олав V став королем у 1957 році, він запровадив нову традицію «благословення», щоб відзначити початок свого правління. Цей новий обряд проводиться зберігає деякі релігійні елементи попередніх ритуалів коронації, повертаючись до старих обрядів konungstekja, що проводились до початку коронацій у 12 столітті. Під час цієї церемонії коронні клейноди демонструються, але не одягаються.
Перше «благословення» відбулося 22 червня 1958 року в Нідароському кафедральному соборі в Тронгеймі. 23 липня 1991 року церемонію повторив син Олава Гаральд V, разом з дружиною Сонею.
Нині від нового монарха вимагається лише скласти офіційну присягу в Уряді та в парламенті Стортингу.

## Церемонія
З 1818 по 1906 рік церемонія коронації розпочиналась вхідною процесією, коли король і королева вирушали з палацу до Катедрального собору, де знаходились норвезькі коронаційні клейноди. Їх вітали на вході єпископи Тронгейму, Осло та Бергена й духовенство словами: "Благослови Господи ваш хід та ваш прихід зараз і назавжди". Увійшовши до собору, монархи сідали на хори на двох тронах.
Єпископ Тронгейма розпочинав церемонію виконанням першого рядка гімну Інтройту, який співали хор та присутні. Далі єпископ Осло итав Нікейське віросповідання, після чого єпископ Бергену читав перші шість віршів Te Deum. Після цього відбулася проповідь, виголошена єпископом Осло. Священики та хор співали вірш гімну, кожен по черзі співаючи чергові рядки. Далі хор співав спеціальний гімн, в той час як король вирушав до королівського трону, встановленого для нього на помості перед вівтарем, а королівський прапор тримався праворуч від нього. Король знімав мантію, яку носив під час процесії, до церкви, і її клали на вівтар, а королівську мантію брали з вівтаря і клали на його плечі єпископ Тронгейма та Голова Верховного Суду.
Отримавши королівську мантію, король ставав на коліна перед вівтарем, а єпископ Тронгейма помазував святим миром праве передпліччя і чоло, що було характерною особливістю норвезького обряду. Після цього король сідав на свій трон, а єпископ Тронгейма та прем'єр-міністр вінчали його короною. Потім єпископ Тронгейма та міністр закордонних справ вручали королю скіпетр; за цим слідувала куля, який вручав королю єпископ Тронгейма і державний радник. Далі єпископ Тронгейма та інший державний радник вручили королю королівський меч. Кожен предмет клейнодів був поданий за унікальною норвезькою церемонією. Після того, як усі коронні клейноди були передані монарху, хор співав другу частину гімну та інші співи, після чого єпископ Тронгейма промовляв молитву за щойно коронованого короля і давав йому своє благословення. Потім король повертався на свій трон у хорі, одягнувши свою корону, несучи скіпетр і кулю.
Після коронування схожим чином королеви голова Стортинга підводився і оголошував, що акт коронації був належним чином здійснений. Після цього звучали два вірші гімну «Боже, благослови нашу Вітчизну милу», а потім хор співав п’яту частину Гімну, поки єпископи та духовенство покидали Собор. Потім король і королева виходили з Собору, одягнувши свої коронаційні мантії та клейноди, завершуючи церемонію.
1957 року, коли король Олав V зійшов на престол, він ініціював проведення релігійної церемонії для того, щоб належно розпочати своє правління, та взяти на себе обов'язки нового голови Норвезької Церкви. Оскільки церемоні. коронації відмінили, Олав запропонував провести церемонію королівського благословіння Signing til kongsgjerning (тобто "Благословіння короля на його правління"), яка відбулась 22 червня 1958 року. Відео з частини церемонії благословіння Олава V можна переглянути тут [Архівовано 5 березня 2012 у Wayback Machine.].
1991 року, після смерті Олава, його наступник Гаральд V і його дружина Соня висловили бажання бути посвяченими такими же чином, як і Олав. 23 червня 1991 року вони здійснили спеціальну церемонію в соборі Нідаросу. Коронні клейноди Норвегії були поміщені на вівтарі в соборі, а корони короля та королеви були розташовані з боків головного вівтаря.  Відео благословення короля Гаральда можна переглянути тут [Архівовано 5 березня 2012 у Wayback Machine.].